# New Zealand Football Championship
New Zealand Football Championship (NZFC) bezeichnete die höchste Fußball-Spielklasse in Neuseeland. Der 2004 gegründete Wettbewerb war eine halbprofessionelle Franchise-Liga und wurde vom nationalen Verband, New Zealand Football, betrieben. Zwischen 2010 und 2016 wurde die Liga von der ASB Bank gesponsert und trug den Namen ASB Premiership. In der Saison 2016/17 hieß die Liga Stirling Sports Premiership und von 2017 bis 2021 ISPS Handa Premiership. 2021 wurde die Liga durch die National League Championship ersetzt.
Der Status der Liga als Nachfolger der National Soccer League war umstritten, da Traditionsmannschaften nicht berücksichtigt wurden und stattdessen Franchise-Teams am Wettbewerb teilnahmen.

## Spielbetrieb
Die Liga bestand aus acht Vereinen, die jeweils zwei Mal gegeneinander spielten. Am Ende der regulären Saison qualifizierten sich die besten vier Mannschaften für die Play-offs und spielten den Meister aus. Dabei spielten der Erste gegen den Vierten sowie der Zweite gegen den Dritten in K.-o.-Spielen. Die Sieger dieser Partien traten im Finalspiel gegeneinander an. Der Sieger qualifizierte sich als neuseeländischer Fußballmeister für die OFC Champions League.
Am 26. Februar 2021 gab New Zealand Football bekannt, dass eine neue National League im Anschluss an die Saison 2020/21 gegründet wird. Das neue System beinhaltet drei regionale Ligen: die Northern League, Central League und Southern League. Aus diesen Ligen können sich jeweils 4, 3 und 2 Teams für die National League Championship qualifizieren. Einen festen Platz in der Championship erhält der Verein Wellington Phoenix, welcher mit seiner 2. Mannschaft antreten wird. Das Ziel der Umstrukturierung ist es, den Fokus des neuseeländischen Fußballs auf die Entwicklung von Nachwuchsspielern auszurichten. Zudem sollen durch das neue Modell wieder Traditionsmannschaften am Spielbetrieb teilnehmen können, im Gegensatz zur ISPS Handa Premiership.

## Mannschaften der Saison 2020/21

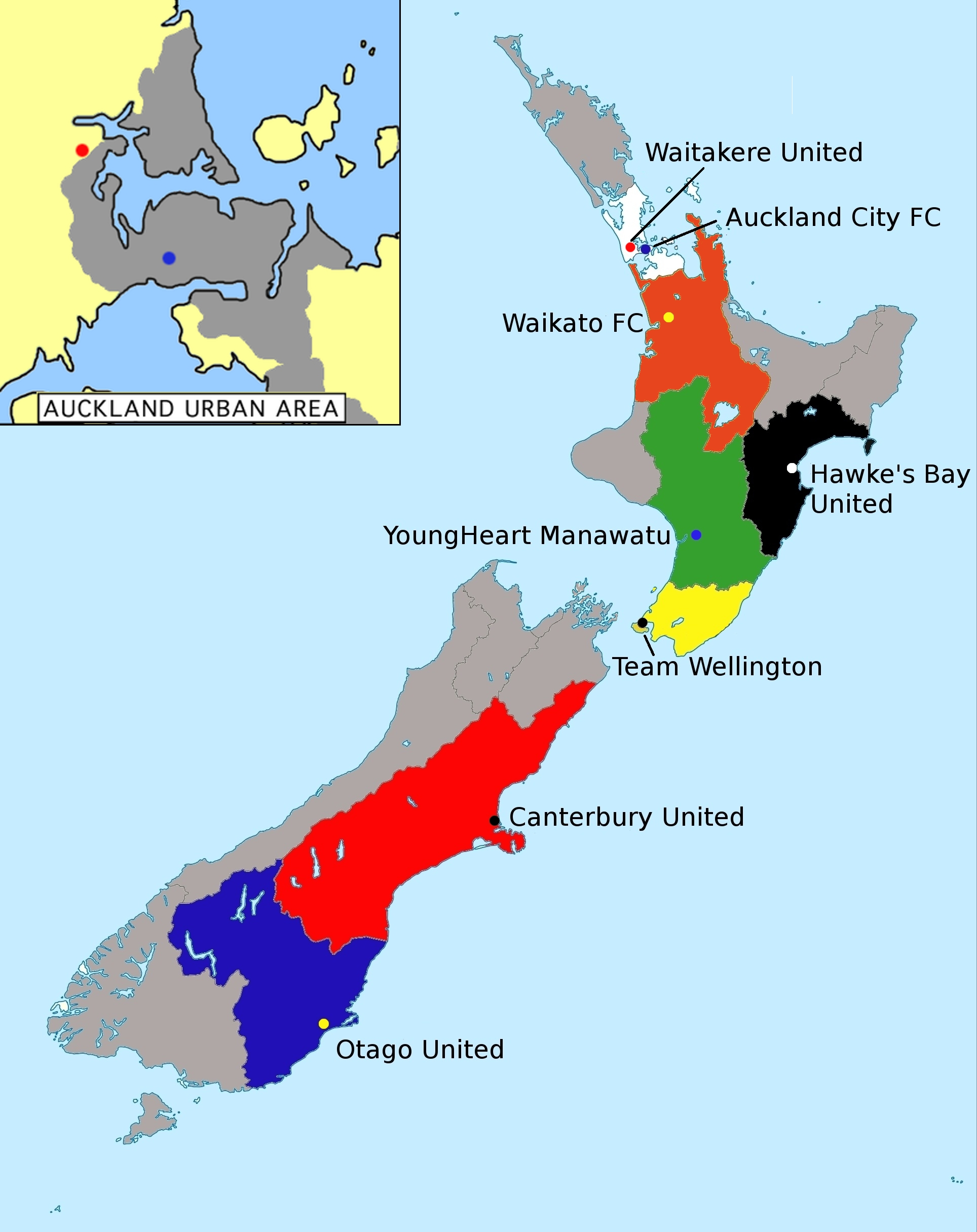
New Zealand Football Championship

| Team                       | Stadt          | Stadion            | Kapazität | Region      |
| -------------------------- | -------------- | ------------------ | --------- | ----------- |
| Auckland City FC           | Auckland       | Kiwitea Street     | 3.500     | Auckland    |
| Canterbury United          | Christchurch   | English Park       | 3.000     | Canterbury  |
| Eastern Suburbs            | Kohimarama     | Bill McKinlay Park | 5.000     | Auckland    |
| Hamilton Wanderers         | Hamilton       | Porritt Stadium    | 5.000     | Waikato     |
| Hawke’s Bay United         | Napier         | Bluewater Stadium  | 5.000     | Hawke’s Bay |
| Team Wellington            | Wellington     | Newtown Park       | 5.000     | Wellington  |
| Waitakere United           | Waitakere City | Trusts Stadium     | 3.000     | Auckland    |
| Wellington Phoenix Reserve | Wellington     | Newtown Park       | 5.000     | Wellington  |

### Ehemalige Vereine
| Team                | Stadt            | Stadion              | Kapazität | Region            |
| ------------------- | ---------------- | -------------------- | --------- | ----------------- |
| Southern United     | Dunedin          | Forsyth Barr Stadium | 30.748    | Otago             |
| Tasman United       | Nelson           | Saxton Sports Ground | 5.000     | Tasman            |
| WaiBOP United       | Hamilton         | Waikato Stadium      | 26.350    | Waikato           |
| YoungHeart Manawatu | Palmerston North | Memorial Park        | 8.000     | Manawatu-Wanganui |

Als die Liga eingeführt wurde, gab es elf Bewerber. Olé Madrids, Team Bay of Plenty und East Auckland wurden jedoch abgelehnt. Daraufhin versuchte Olé Madrids sich einzuklagen, scheiterte jedoch. Über eine Erweiterung der Liga wird jedoch nachgedacht. Zur Saison 2020/21 haben sich die Mannschaften Tasman United und Southern United als gemeinsames Südinsel-Team Canterbury United angeschlossen.

## Bisherige Meister
| Saison | Meister         | Finalist           | Ergebnis             |
| ------ | --------------- | ------------------ | -------------------- |
| 04/05  | Auckland City   | Waitakere Utd      | 3:2 (0:1)            |
| 05/06  | Auckland City   | Canterbury United  | 3:3 n. V., 4:3 i. E. |
| 06/07  | Auckland City   | Waitakere Utd      | 3:2                  |
| 07/08  | Waitakere Utd   | Team Wellington    | 2:0                  |
| 08/09  | Auckland City   | Waitakere Utd      | 2:1                  |
| 09/10  | Waitakere Utd   | Canterbury United  | 3:1 (1:1)            |
| 10/11  | Waitakere Utd   | Auckland City      | 3:2 (2:1)            |
| 11/12  | Waitakere Utd   | Team Wellington    | 4:1 (1:0)            |
| 12/13  | Waitakere Utd   | Auckland City      | 4:3 n. V.            |
| 13/14  | Auckland City   | Team Wellington    | 1:0                  |
| 14/15  | Auckland City   | Hawke’s Bay United | 2:1                  |
| 15/16  | Team Wellington | Auckland City      | 4:2 n. V.            |
| 16/17  | Team Wellington | Auckland City      | 2:1                  |
| 17/18  | Auckland City   | Team Wellington    | 1:0                  |
| 18/19  | Eastern Suburbs | Team Wellington    | 3:0                  |
| 19/20  | Auckland City   | Team Wellington    | abgesagt             |
| 20/21  | Team Wellington | Auckland City      | 4:2                  |

## Torschützenkönige
| Saison  | Name                                 | Verein                                                | Tore |
| ------- | ------------------------------------ | ----------------------------------------------------- | ---- |
| 2007/08 | Graham Little                        | Team Wellington                                       | 12   |
| 2008/09 | Luis Corrales                        | Team Wellington                                       | 12   |
| 2009/10 | Seule Soromon                        | YoungHeart Manawatu                                   | 9    |
| 2010/11 | Allan Pearce                         | Waitakere United                                      | 13   |
| 2011/12 | George Slefendorfas                  | Canterbury United                                     | 12   |
| 2012/13 | Roy Krishna                          | Waitakere United                                      | 12   |
| 2013/14 | Emiliano Tade                        | Auckland City                                         | 12   |
| 2014/15 | Tyler Boyd Tom Jackson Sean Lovemore | Wellington Phoenix Southern United Hawke’s Bay United | 10   |
| 2015/16 | Ryan De Vries                        | Auckland City                                         | 15   |
| 2016/17 | Tom Jackson                          | Team Wellington                                       | 16   |
| 2017/18 | Emiliano Tade                        | Auckland City                                         | 16   |
| 2018/19 | Callum McCowatt                      | Eastern Suburbs                                       | 18   |
| 2019/20 | Myer Bevan                           | Auckland City                                         | 15   |
| 2020/21 | Hamish Watson                        | Team Wellington                                       | 12   |